# ضربه (ترانه بیانسه)
«ضربه» (به انگلیسی: Blow) ترانه‌ای از هنرمند اهل ایالات متحده آمریکا بیانسه است که در ۱۳ دسامبر ۲۰۱۳ منتشر شد. این ترانه در آلبوم بیانسه (آلبوم) قرار داشت.